# Rita Calderoni
Rita Calderoni (Rossiglione, 22 febbraio 1951) è un'attrice italiana.

## Biografia
Fin da giovane, volendo diventare ballerina, frequenta a Genova i corsi di danza classica. Trasferitasi a Udine al seguito della famiglia per ragioni lavorative, qui, confortata anche dalla sua alta statura, decide di seguire il suo sport preferito, la pallacanestro; in breve entrerà nella prima squadra di basket di Udine.
Nel 1967 viene scoperta dal regista Sergio Pastore, che la farà debuttare nel cinema con il film giallo Omicidio a sangue freddo. Questo è l'inizio di una carriera di attrice durata circa un quindicennio, nel corso del quale girerà 33 film, soprattutto polizieschi e horror. Lascia il cinema nel 1983.

## Filmografia

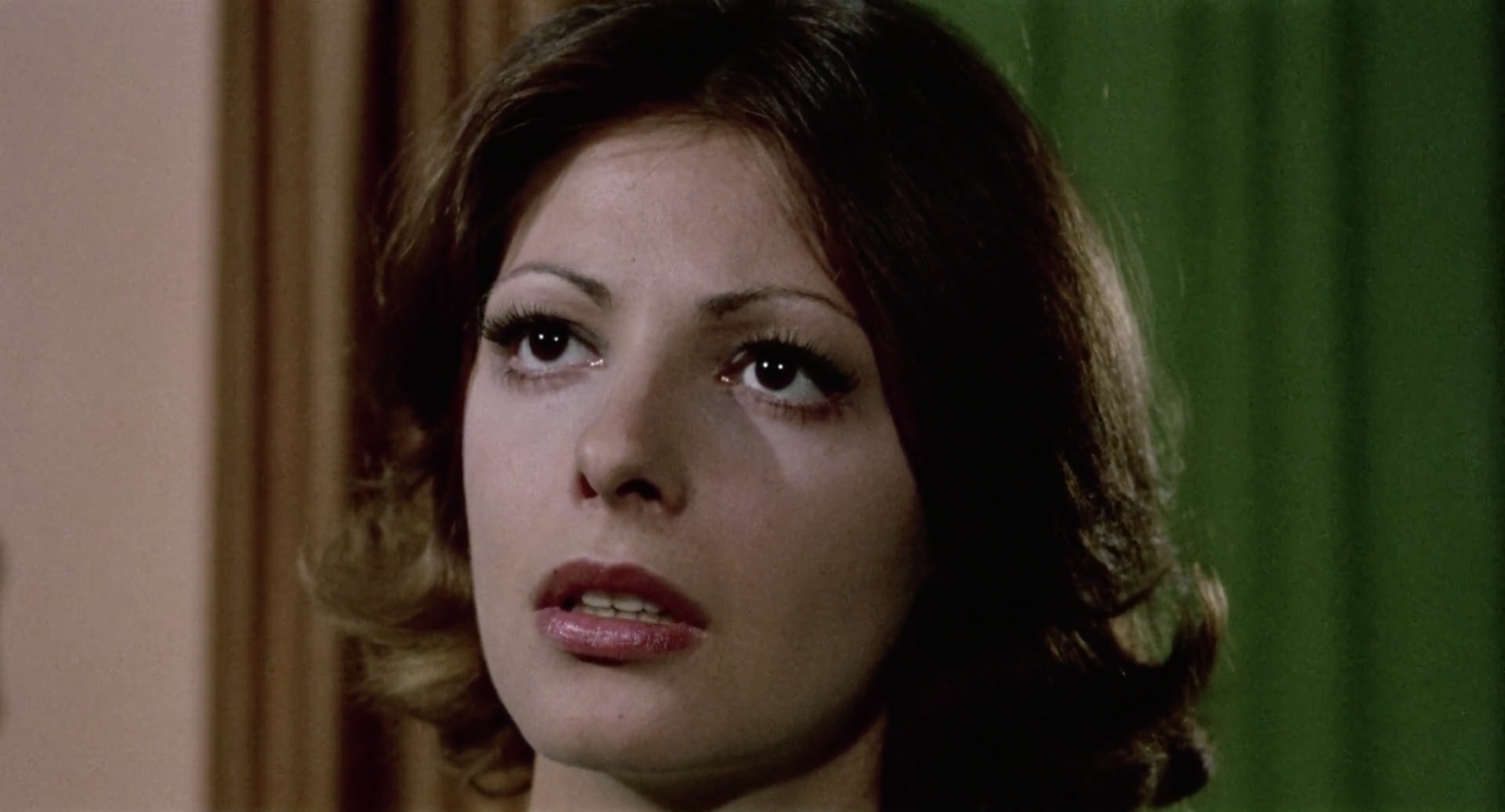
Calderoni in Delirio caldo (1972)

- Omicidio a sangue freddo, regia di Sergio Pastore (1967)
- Un tranquillo posto di campagna, regia di Elio Petri (1968)
- La monaca di Monza, regia di Eriprando Visconti (1968)
- Il commissario Pepe, regia di Ettore Scola (1969)
- Oh dolci baci e languide carezze, regia di Mino Guerrini (1969)
- Questa libertà di avere le ali bagnate, regia di Alessandro Santini (1970)
- Gradiva, regia di Giorgio Albertazzi (1970)
- La verità secondo Satana, regia di Renato Polselli (1971)
- Un gioco per Eveline, regia di Marcello Avallone (1971)
- Il vero e il falso, regia di Eriprando Visconti (1972)
- Delirio caldo, regia di Renato Polselli (1972)
- Riti, magie nere e segrete orge nel trecento , regia di Renato Polselli (1972)
- Quando le donne si chiamavano madonne, regia di Aldo Grimaldi (1972)
- Number One, regia di Gianni Buffardi (1974)
- Le guerriere dal seno nudo, regia di Terence Young (1974)
- Anno uno, regia di Roberto Rossellini (1974)
- La via dei babbuini, regia di Luigi Magni (1974)
- La sensualità è... un attimo di vita, regia di Dante Marraccini (1974)
- Il trafficone, regia di Bruno Corbucci (1974)
- Nuda per Satana, regia di Luigi Batzella (1974)
- Vieni, vieni amore mio, regia di Vittorio Caprioli (1975)
- Assassinio sul ponte, regia di Maximilian Schell (1975)
- L'ultima regia, regia di Amasi Damiani (1977)
- Fate la nanna coscine di pollo, regia di Amasi Damiani (1977)
- D'improvviso al terzo piano, regia di Amasi Damiani (1977)
- Torino centrale del vizio, regia di Bruno Vani e Renato Polselli (1979)
- Mia moglie è una strega, regia di Castellano e Pipolo (1980)
- Storia di Piera, regia di Marco Ferreri (1983)